# Diecezja Gandy
Diecezja Gandy – diecezja rzymskokatolicka w Angoli, w metropolii Huambo. Została erygowana 1 sierpnia 2024 roku. Pierwszym biskupem diecezji został bp Estêvão Binga.
Teren diecezji obejmuje gminy:
- Chongoroi
- Caimbambo
- Cubal
- Ganda
- Tchindjendje